# Ruta 35 (Bolivien)
Die Ruta 35 ist eine Nationalstraße im südamerikanischen Andenstaat Bolivien.

## Streckenführung
Die Straße hat eine Länge von 122 Kilometern und verläuft im Zentrum des Landes im Tiefland vor den bolivianischen Voranden-Ketten.
Die Ruta 35 verläuft von Osten nach Westen im westlichen Teil des Departamento Santa Cruz. Die Straße beginnt bei der Stadt San Pedro als Abzweig der Ruta 10 und führt zuerst in südwestlicher, später in westlicher und dann in südlicher Richtung über die Ortschaften Loma Alta und Santa Rosa del Sara zur Stadt Yapacaní an der Ruta 4, die nach Westen weiter ins bolivianische Hochland führt.
Die Ruta 35 ist auf den ersten zwei Dritteln unbefestigte Schotter- und Erdpiste, nur die letzten 48 Kilometer sind asphaltiert.

## Geschichte
Die Straße ist mit Ley 3217 vom 30. September 2005 zum Bestandteil des bolivianischen Nationalstraßennetzes Red Vial Fundamental erklärt worden.

## Streckenabschnitte im Departamento Santa Cruz

### Provinz Obispo Santistevan
- km 000: San Pedro
- km 005: Sagrado Corazón
- km 015: Villa Rosario
- km 030: Loma Alta

### Provinz Sara
- km 42: Santa Rosa del Sara

### Provinz Ichilo
- km 48: Antofagasta
- km 74: La Enconada
- km 122: Yapacaní